# Poursac
Poursac är en kommun i departementet Charente i regionen Nouvelle-Aquitaine i västra Frankrike. Kommunen ligger  i kantonen Ruffec som ligger i arrondissementet Confolens. År 2022 hade Poursac 195 invånare.

## Befolkningsutveckling
Antalet invånare i kommunen Poursac
Referens:INSEE